# 哈查哈維拉河 (洛斯安地斯省)
哈查哈維拉河（Jach'a Jawira），是玻利維亞的河流，位於該國西部拉巴斯省，處於的的喀喀湖以東，發源自玻利維亞瑞阿爾山脈的漢科烏約山和維拉柳西塔山附近。